# Antoine de Lacroix
Pour les articles homonymes, voir Delacroix et Lacroix.
Antoine de Lacroix ou de La Croix, né le 6 décembre 1708 à Lyon et mort en 1781 à Paris, est un homme d'église, membre de l'académie des Sciences, Belles-Lettres et Arts de Lyon.

## Biographie

### Enfance et formation
Antoine de Lacroix nait à Lyon le 6 décembre 1708. Il est le fils de Jean Boussin dit Lacroix, un marchand et Banquier anobli en 1715, et de Marie Pasquier.
Étant le plus jeune de sa fratrie, Antoine de Lacroix est dès sa naissance destiné un avenir ecclésiastique. Il fait sa rhétorique à Lyon puis part à Paris étudier au collège de la marche afin de faire sa philosophie. Il poursuit ses études dans la Maison de Navarre, se spécialisant en théologie.

### Vie d'adulte
Par son oncle il obtient de droits héréditaires la fonction de grand obéancier du chapitre collégial de Saint-Just, il devient par la même occasion l’orateur du clergé de la ville de Lyon. Mgr de Tencin le désigne comme vicaire général en 1747.
Durant sa vie il fait de nombreux voyages, dont un de près de 10 mois en Italie en 1734-1735. Il se lie d’amitié avec un certain nombre de notables, parmi eux le sculpteur italien Michel-Ange Slodtz et les architectes Soufflot et Jean-Antoine Morand, dont il soutient les projets.
En 1737 de Lacroix est élu administrateur de l'hôpital de la Charité et sera président du bureau des finances en 1767.
Il décède en 1781 au cours d’un voyage à Paris.

### Sociétés savantes
L'abbé de Lacroix est élu à l'Académie des beaux-arts le 25 novembre 1737 et à celle des Belles-Lettres en 1739. En 1762 il établit un plan patriotique dont l’objectif est d’envoyer des jeunes gens à la campagne dans des établissements contrôlés par l’état. Il est élu directeur de l’académie 4 fois, en science et en lettres. À sa mort, il lègue à l’académie deux bustes signés de Michel Ange Slodtz.

## Publications
- État des baptêmes, des mariages et des mortuaires de la ville et des faubourgs de Lyon pour vingt-cinq années depuis 1750 jusqu’à 1775, par un des messieurs de l’Académie des sciences, belles-lettres et arts de Lyon, Lyon, Aimé de la Roche, 1776, BML 109490
- Réflexions sur les sépultures dans la ville de Lyon, Lyon, Aimé de la Roche, 1776, 15 p.